# RatPac-Dune Entertainment
A RatPac Entertainment, LLC amerikai filmgyártó cég, amelynek tulajdonosa Brett Ratner producer-rendező. A RatPacot Ratner és a milliárdos James Packer alapította.

## Történet
A RatPac Entertainmentet 2012-ben alapította Brett Ratner és a milliárdos James Packer.
A RatPac-Dune Entertainment LLC-t 2013 szeptemberében alapította a RatPac és a Dune, négyéves, 75 mozifilmre szóló társfinanszírozási megállapodást kötött a Warner Bros.-szal. 2013 decemberében megállapodást írt alá a filmek finanszírozására a Plan B Entertainment és a New Regency közötti gyártási megállapodás részeként. A megállapodás 2014. január 1.-től lépett életbe. 2017 áprilisában a RatPac az Access Entertainment leányvállalatává vált, amikor megvásárolta James Packer milliárdos tulajdonrészét a cégben.
2018 áprilisában a Warner Bros. bejelentette, hogy megszakítja a kapcsolatot a céggel, Ratner szexuális zaklatással kapcsolatos vádjai miatt. A Rampage – Tombolás volt az utolsó film, amelyet a cég a Warner Bros.-szal együtt készített, és egyben az utolsó film, amelyet a RatPac eddig készített.

## Dune Entertainment
A Dune Entertainmentet Steven Mnuchin vezette, és 2006 óta társfinanszírozza a Fox filmjeit. 2006. március 17-én a Viacom megállapodott abban, hogy eladja a DreamWorks Pictures élőszereplős filmtárának nagyobb részét a Soros Strategic Partners-nek és a Dune Entertainment II-nek. Az eladás 2006. május 8-án fejeződött be. A vállalat a RatPac Entertainment és a Dune Entertainment 2013-as közös vállalkozásának köszönhető, miután a Dune és a 20th Century Fox között meghiúsultak a megállapodások – ami miatt a vállalat inkább a Warner Bros.-szal kötött üzletet, a Legendary Pictures helyett a Warner kulcsfontosságú társfinanszírozó partnereként.

## RatPac-Dune Entertainment
A RatPac-Dune Entertainment, LLC egy filmfinanszírozó cég, amely a RatPac Entertainment és a Dune Entertainment közös vállalkozása.
A RatPac-Dune Entertainment, LLC-t 2013 szeptemberében alapította a RatPac és a Dune, miután egy többéves, 75 filmet tartalmazó társfinanszírozási megállapodást kötöttek a Warner Bros-szal. 2013. november 26-án a RatPac-Dune véglegesített egy 300 millió dolláros hitelkeretet a Bank of America Merrill Lynch által vezetett bankcsoporttal, amely 400 millió dollárra kiterjeszthető. 2018 áprilisában a Warner Bros. bejelentette, hogy nem hosszabbítja meg szerződését a RatPac-Dune Entertainmenttel, miután Brett Ratnert szexuális zaklatással kapcsolatos vádak érték. 2018 novemberében a RatPac-Dune kisebbségi tulajdonrészét a Warner Bros. 76 filmből álló filmtárában eladásra bocsátották, az alap befektetői támogatják a filmtárat, hogy készpénzre váltsák. A Vine Alternative Investments magas ajánlatot tett a filmtárra, de 2019 januárjában a Warner Bros. élt a jogával, hogy megegyezzen a filmtárra tett ajánlattal, és lényegében megszerezte a RatPac-Dune részesedését. A költségeket közel 300 millió dollárra becsülték.

## Fordítás
- Ez a szócikk részben vagy egészben  a   RatPac-Dune Entertainment című angol Wikipédia-szócikk fordításán alapul.  Az eredeti cikk szerkesztőit annak laptörténete sorolja fel. Ez a jelzés csupán a megfogalmazás eredetét és a szerzői jogokat jelzi, nem szolgál a cikkben szereplő információk forrásmegjelöléseként.